# Rose Schneiderman
Pour les articles homonymes, voir Schneidermann.
 (juin 2024).
Motif : nombreuses erreurs de traduction, à rédiger au présent de narration, fautes de syntaxes rendant le texte inintelligible
Rose Schneiderman, née le 6 avril 1882, et morte le 11 août 1972, est une socialiste et féministe, américaine d'origine polonaise, et l'une des figures majeures des leaders du syndicalisme américain du XXe siècle.
En tant que membre de la New York Women's Trade Union League, elle a attiré l'attention sur les conditions de travail dangereuses, à la suite de l'incendie de l'usine Triangle Shirtwaist de 1911, et a aidé à faire passer le référendum de l'État de New York de 1917 qui donnait aux femmes le droit de vote.
Rose Schneiderman fait partie des fondateurs de Union américaine pour les libertés civiles (American Civil Liberties Union, ACLU).
Durant la présidence de  Franklin D. Roosevelt, Rose Schneiderman travaille pour la National Recovery Administration.
Rose Schneiderman est créditée d'avoir inventé l'expression du Pain et des Roses, pour indiquer le droit d'un travailleur à quelque chose de plus élevé que la vie de subsistance. Cette expression a par la suite été utilisée comme titre d'un poème et mise en musique.

## Biographie

### Jeunesse et formation

#### La vie sous les pogroms
Rose Schneiderman est née Rachel Schneiderman le 6 avril 1882, l'aînée des quatre enfants deux filles et deux fils) d'une famille juive orthodoxe, dans le village de Sawin, 14 km (9 miles) au nord de Chełm dans le Royaume du Congrès. son père, Adolphe Samuel Schneiderman est un tailleur et sa mère Deborah (Rothman) Schneiderman est une couturière, fabriquant notamment des uniformes pour les officiers de l'armée russe,,,,.

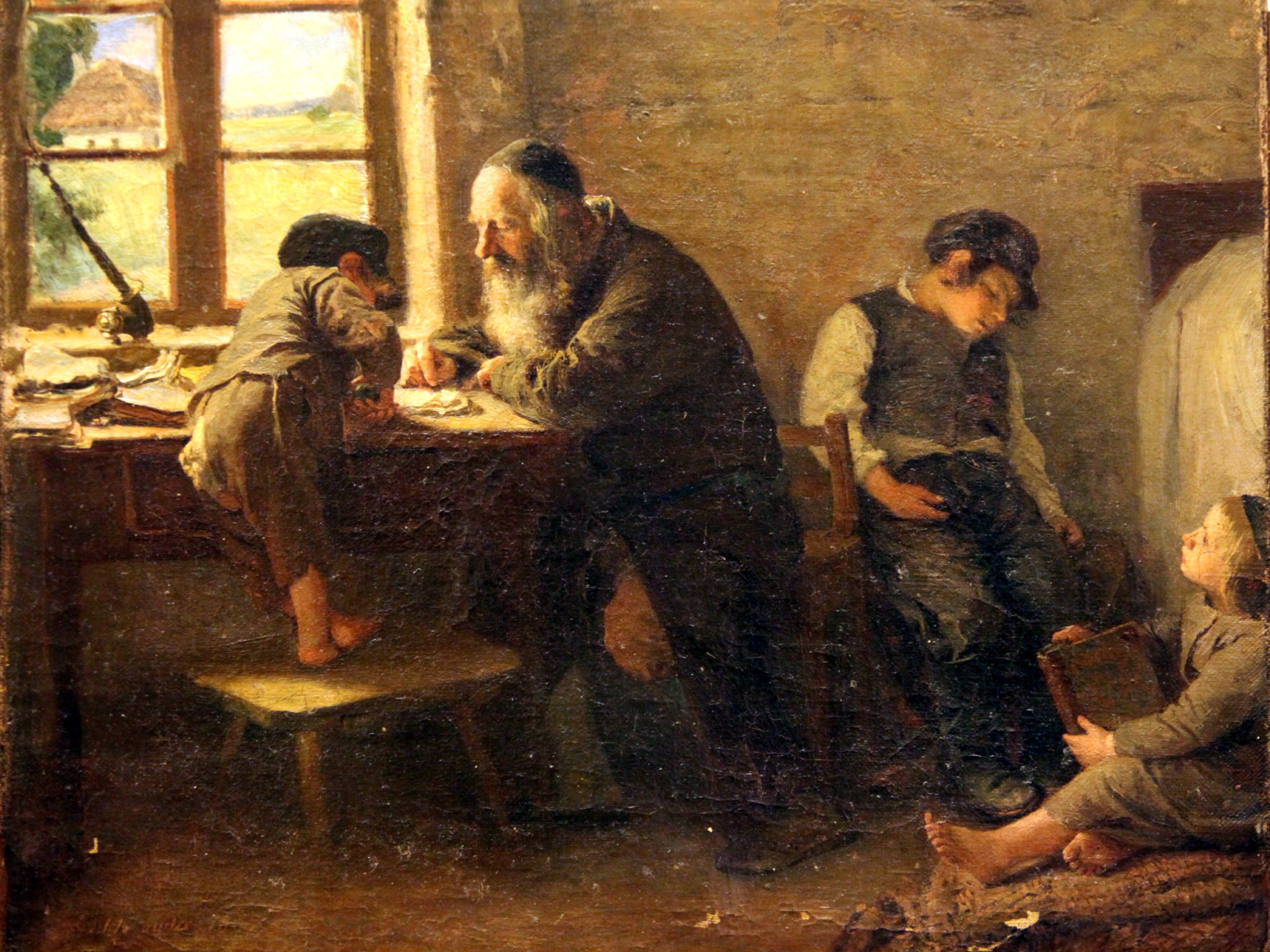
Tableau d'un heder russe par le peintre L. Horowitz

Contrairement à bien des Juifs qui pensent que les filles n'ont pas besoin d'instruction, Deborah Schneiderman prend plaisir à encourager ses filles à étudier aussi longtemps qu'elle le peuvent ; aussi, dès l'âge de quatre ans, Rose Schneiderman commence sa scolarité dans une école hébraïque (en) de Sawin, autrement dit un heder traditionnellement réservé aux garçons, où elle y apprend l'hébreu et à lire les prières récitées aussi bien lors des offices de la synagogue qu'au sein de la famille. Puis deux ans plus tard, elle envoie sa fille Rose Schneiderman à une école primaire publique russe de Chełm où elle apprend à lire, écrire le russe,,,.

#### La migration vers les États-Unis
En 1890, pour fuir les pogroms et la pauvreté, Samuel Schneiderman et sa famille migrent pour les États-Unis et s'installent dans le New York du Lower East Side,,.  

##### La tragédie
Durant l'hiver 1892, Samuel Schneiderman est atteint par une méningite foudroyante qui le terrasse au bout de trois jours. Sa mort brutale laisse ses enfants et son épouse enceinte dans le dénuement,,.
La famille dans tombe dans  la pauvreté. Sa mère travaille comme couturière, essayant de garder la famille unie, mais les difficultés financières l'ont forcée à placer ses enfants dans un orphelinat juif pendant un certain temps. Rose Schneiderman a quitté l'école en 1895 après la sixième année, bien qu'elle aurait aimé poursuivre ses études. Grâce son bon niveau de la langue anglaise et des mathématiques, Rose Schneiderman est embauchée comme caissière dans un grand magasin pour un salaire hebdomadaire de 2,16 $ pour 64 heures de travail, puis en 1898 toujours en tant que caissière elle gagne 2,75 $ la semaine. Elle est en recherche d'autres ressources pour augmenter ses revenus,. 
En 1902, Rose Schneiderman et le reste de sa famille déménagent à Montréal où la famille Schneiderman demeure  pendant un an. Rose Schneiderman met à profit cette année pour étudier le syndicalisme, le socialisme et le féminisme,,.

### Carrière
De retour à New York en 1903 Rose Schneiderman, avec une collègue ouvrière, Bessie Braut, une anarchiste, commence à organiser les femmes dans son usine. Lorsqu'elles ont demandé d'adhérer au Cloth Hat, Cap and Millinery Workers International Union (en), le syndicat leur a dit de revenir après avoir réussi à organiser vingt-cinq femmes. Elles l'ont fait en l'espace de quelques jours et le syndicat donne son agrément à l'ouverture d'une section locale féminine, et Rose Schneiderman est élue secrétaire de cette section appelée Local 23,,.
Son élection à la tête de du Local 23, lui permet d'être déléguée au New York City Central Labor Council (en), elle est entrée en contact avec la New York Women's Trade Union League (WTUL), une organisation qui apporte un soutien moral et financier aux efforts de syndicalisation des ouvrières.
En 1908, la philanthrope Irene Lewisohn (en)  propose une bourse d'études à Rose Schneiderman, cette dernière refuse cette offre, qu'elle ne peut accepter un privilège auquel peu d'ouvrières peut accéder, en revanche elle accepte le montant de ce don si celui-ci lui permet de quitter son travail pour rémunérer un travail d'organisation de la WTUL. Irene Lewisohn donne son approbation. C'est ainsi que Rose Schneiderman peut être élue à la vice-présidence de la WTUL, charge qu'elle tient jusqu'en 1914,.
Elle a participé activement à l'insurrection des 20 000, la grève massive des travailleurs de New York dirigée par l'International Ladies' Garment Workers' Union en 1909. Elle a également été un membre clé du premier Congrès international des travailleuses de 1919, qui visait à examiner les conditions de travail des femmes lors de la première convention annuelle de l'Organisation Internationale du Travail.

#### Incendie de l'usine Triangle Shirtwaist

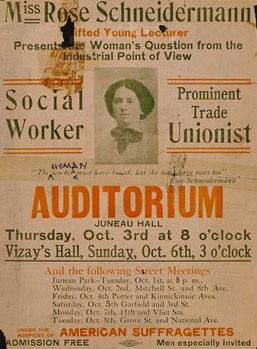
Avant 1920 affiche pour une Rose Schneiderman événement

L'incendie de l'usine Triangle Shirtwaist en 1911, dans lequel 146 travailleurs du vêtement ont été brûlés vifs ou sont morts en sautant du neuvième étage d'un bâtiment d'usine, a dramatisé les conditions dans lesquelles Schneiderman, Fannia Cohn, Clara Lemlich et  la WTUL et le mouvement syndical se battaient. La WTUL avait documenté des conditions dangereuses similaires - usines sans issues de secours ou qui avaient verrouillé les portes de sortie pour empêcher les travailleurs de voler du matériel - dans des douzaines d'ateliers clandestins à New York et dans les communautés environnantes ; vingt-cinq travailleurs étaient morts dans un incendie similaire à Newark, New Jersey, peu avant la catastrophe du Triangle. Schneiderman exprima sa colère lors de la réunion commémorative tenue au Metropolitan Opera House le 2 avril 1911, devant un auditoire composé en grande partie des membres bien nantis de la WTUL :
« I would be a traitor to these poor burned bodies if I came here to talk good fellowship. We have tried you good people of the public and we have found you wanting. The old Inquisition had its rack and its thumbscrews and its instruments of torture with iron teeth. We know what these things are today; the iron teeth are our necessities, the thumbscrews are the high-powered and swift machinery close to which we must work, and the rack is here in the firetrap structures that will destroy us the minute they catch on fire. This is not the first time girls have been burned alive in the city. Every week I must learn of the untimely death of one of my sister workers. Every year thousands of us are maimed. The life of men and women is so cheap and property is so sacred. There are so many of us for one job it matters little if 143 of us are burned to death. We have tried you citizens; we are trying you now, and you have a couple of dollars for the sorrowing mothers and brothers and sisters by way of a charity gift. But every time the workers come out in the only way they know to protest against conditions which are unbearable the strong hand of the law is allowed to press down heavily upon us. Public officials have only words of warning to us – warning that we must be intensely orderly and must be intensely peaceable, and they have the workhouse just back of all their warnings. The strong hand of the law beats us back, when we rise, into the conditions that make life unbearable. I can't talk fellowship to you who are gathered here. Too much blood has been spilled. I know from my experience it is up to the working people to save themselves. The only way they can save themselves is by a strong working-class movement. »
« Je serais un traître à ces pauvres corps brûlés si je venais ici pour parler de bonne camaraderie. Nous avons essayé vous les bonnes gens du public et nous avons trouvé que vous vouliez. L'ancienne Inquisition avait ses crémaillères et ses vis à pouces et ses instruments de torture à dents de fer. Nous savons ce que sont ces choses aujourd'hui ; les dents de fer sont nos nécessités, les vis à main sont les machines rapides et puissantes près desquelles nous devons travailler, et le support est ici dans les structures des pièges à feu qui nous détruiront dès qu'ils prendront feu. Ce n'est pas la première fois que des filles sont brûlées vives dans la ville. Chaque semaine, je dois apprendre la mort prématurée d'une de mes sœurs travailleuses. Chaque année, des milliers d'entre nous sont mutilés. La vie des hommes et des femmes est si bon marché et la propriété est si sacrée. Nous sommes si nombreux pour un seul emploi que peu importe si 143 d'entre nous sont brûlés à mort. Nous vous avons jugés citoyens ; nous vous essayons maintenant, et vous avez quelques dollars pour les mères et les frères et sœurs en guise de don de charité. Mais chaque fois que les travailleurs sortent de la seule façon qu'ils savent pour protester contre des conditions insupportables, la main forte de la loi est autorisée à exercer une forte pression sur nous. Les fonctionnaires n'ont que des mots d'avertissement pour nous - nous avertissant que nous devons être intensément ordonnés et être intensément pacifiques, et ils ont la maison de travail juste derrière tous leurs avertissements. La main forte de la loi nous fait reculer, lorsque nous nous élevons, dans les conditions qui rendent la vie insupportable. Je ne peux pas parler de fraternité avec vous qui êtes réunis ici. Trop de sang a été versé. Je sais par expérience que c'est aux travailleurs de se sauver eux-mêmes. La seule façon dont ils peuvent se sauver eux-mêmes est par un fort mouvement de la classe ouvrière. »
Malgré ses dures propos, Rose Schneiderman a continué à travailler dans le WTUL en tant qu'organisateur, de retour après une frustrante année pour une organisation mixte, l'ILGWU dominée par les hommes. Elle devint par la suite président de sa succursale de New York, puis son président national, pendant plus de vingt ans, jusqu'à sa dissolution en 1950.

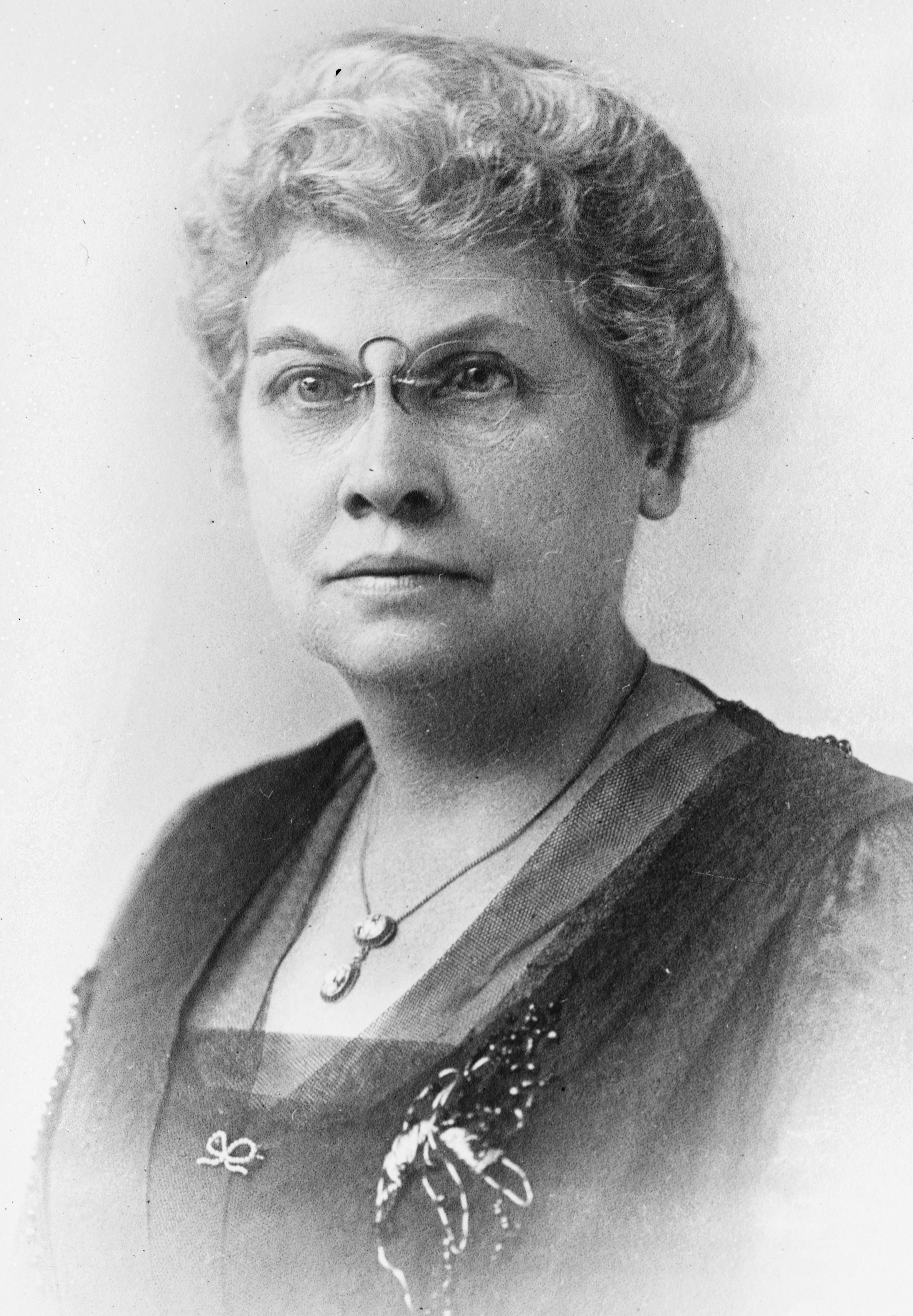
portrait photographique d'Ella A. Boole.

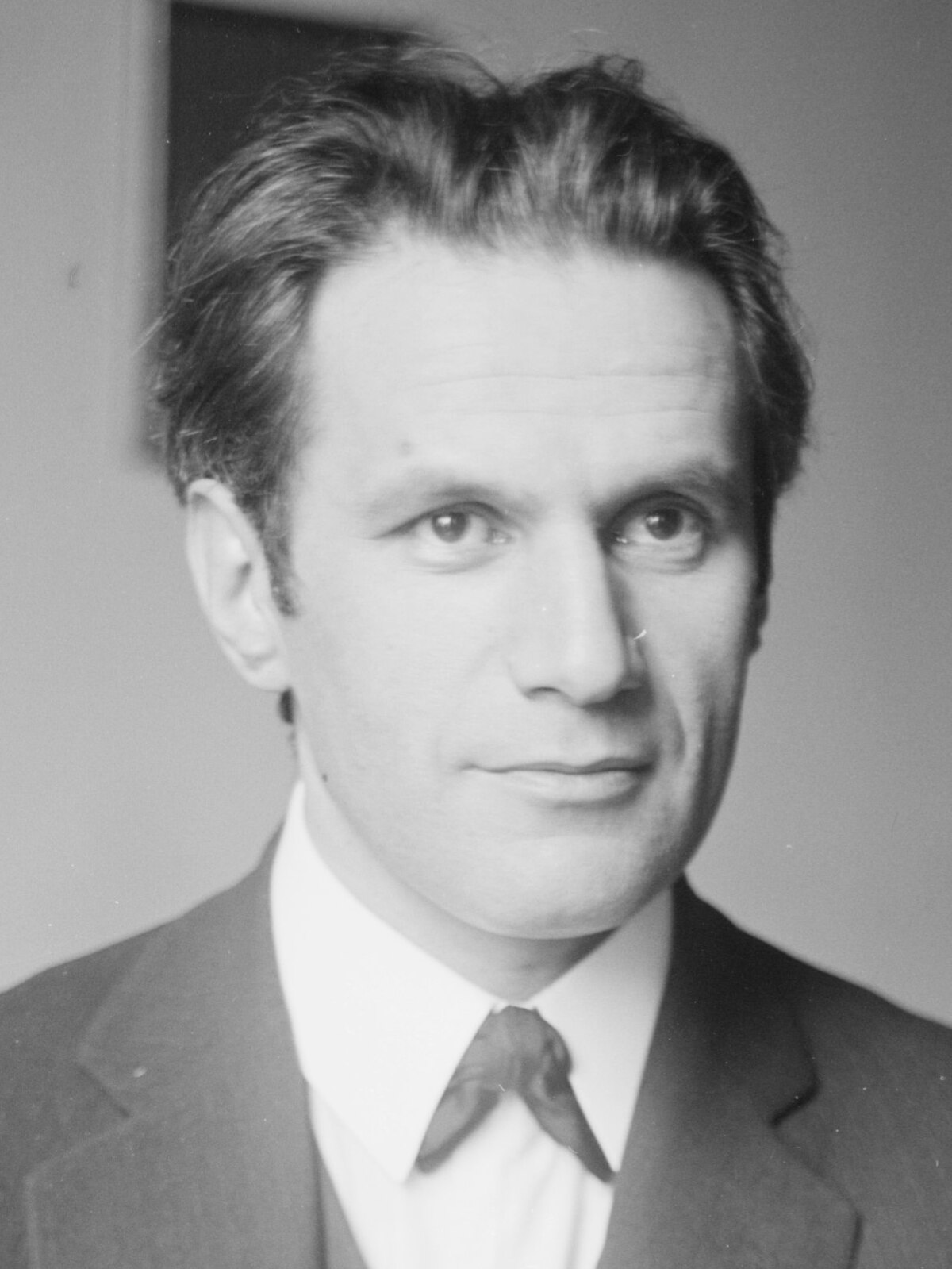
portrait photographique de Jacob Panken.

En 1920, Rose Schneiderman se présente au Sénat des États-Unis en tant que candidat du New York State Labor Party, recevant 15 086 voix et loin derrière Ella A. Boole (en) du Parti de la prohibition (159 623 voix) et du socialiste Jacob Panken (en) (151 246). Sa plate-forme avait appelé à la construction de logements à but non lucratif pour les travailleurs, à l'amélioration des écoles de quartier, aux services publics d'électricité et aux marchés des denrées alimentaires de base, ainsi qu'à l'assurance maladie et chômage financée par l'État pour tous les américains.
Rose Schneiderman est un des membres fondateurs de l'American Civil Liberties Union, et s'est lié d'amitié avec Eleanor Roosevelt et son mari, Franklin D. Roosevelt. En 1926, elle a été élue présidente de la WTUL nationale, poste qu'elle a conservé jusqu'à sa retraite. En 1933, elle est la seule femme à avoir été nommée au Conseil consultatif du travail de la National Recovery Administration, par le Président Roosevelt, et a été membre du "brain trust" de Roosevelt pendant cette décennie. De 1937 à 1944, elle a été secrétaire du travail de l'État de New York et a fait campagne pour l'extension de la sécurité sociale aux travailleurs domestiques et pour l'égalité de rémunération des travailleuses. À la fin des années 1930 et au début des années 1940, elle a participé aux efforts de sauvetage des Juifs européens, mais n'a pu sauver qu'un petit nombre d'entre eux. Albert Einstein lui a écrit : "Ce doit être une source de profonde satisfaction pour vous d'apporter une contribution si importante au sauvetage de nos compatriotes juifs persécutés de leur péril calamiteux et de les conduire vers un avenir meilleur".

#### Droit de vote des femmes
Rose Schneiderman est une féministe active, militant pour le droit de vote des femmes en tant que membre de la National American Woman Suffrage Association. Elle considérait le suffrage comme faisant partie intégrante de sa lutte pour les droits économiques. Lorsqu'un législateur de l'État a averti en 1912 qu'il fallait " faire entrer les femmes dans l'arène politique avec ses alliances et ses concours pénibles - la délicatesse a disparu, le charme a disparu, et vous émasculisez les femmes ", répondit Rose Schneiderman :
« We have women working in the foundries, stripped to the waist, if you please, because of the heat. Yet the Senator says nothing about these women losing their charm. They have got to retain their charm and delicacy and work in foundries. Of course, you know the reason they are employed in foundries is that they are cheaper and work longer hours than men. Women in the laundries, for instance, stand for 13 or 14 hours in the terrible steam and heat with their hands in hot starch. Surely these women won't lose any more of their beauty and charm by putting a ballot in a ballot box once a year than they are likely to lose standing in foundries or laundries all year round. There is no harder contest than the contest for bread, let me tell you that. »
« Nous avons des femmes qui travaillent dans les fonderies, déshabillées jusqu'à la taille, s'il vous plaît, à cause de la chaleur. Pourtant, le sénateur ne dit rien sur le fait que ces femmes perdent leur charme. Elles doivent conserver leur attrait et leur délicatesse et travailler dans des fonderies. Bien sûr, vous savez que la raison pour laquelle elles sont employées dans les fonderies est qu'elles sont moins rémunérées et travaillent plus longtemps que les hommes. Les femmes dans les blanchisseries, par exemple, se tiennent debout pendant 13 ou 14 heures dans la vapeur terrible et chauffent avec leurs mains dans l'amidon chaud. Ces femmes ne perdront certainement pas plus de leur beauté et de leur charme en déposant un bulletin de vote dans une urne une fois par an qu'elles n'en perdront probablement dans les fonderies ou les blanchisseries tout au long de l'année. Il n'y a pas de concours plus difficile que le concours de pain, laissez-moi vous dire qu'il n'y a pas plus difficile que le concours de pain. »
.
Rose Schneiderman a aidé à faire passer le référendum de l'État de New York en 1917 qui donnait aux femmes le droit de vote. D'autre part, elle s'est opposée à l'adoption de l'Equal Rights Amendment de la Constitution des États-Unis proposé par le National Woman's Party , au motif qu'il priverait les travailleuses des protections statutaires spéciales pour lesquelles la WTUL s'est battue si durement.

### Vie privée
En 1949, Rose Schneiderman s'est retirée de la vie publique, prononçant occasionnellement des discours radiophoniques et des apparitions pour divers syndicats, consacrant son temps à la rédaction de ses mémoires, qu'elle a publiés sous le titre "Tous pour Un, en 1967.
Rose Schneiderman ne s'est jamais mariée et a traité ses nièces et neveux comme s'il s'agissait de ses propres enfants. Rose Schneiderman noue une amitié durable avec Maud O'Farrell Swartz (en) (1879-1937), une autre leader syndicaliste, et ce jusqu'à la mort de Maud O'Farrell Swart.
Rose Schneiderman meurt à New York le 11 août 1972, à l'âge de quatre-vingt-dix ans.

## Héritage
Rose Schneiderman est crédité d'avoir inventé l'une des phrases les plus mémorables du mouvement des femmes et du mouvement ouvrier de son époque :
« What the woman who labors wants is the right to live, not simply exist — the right to life as the rich woman has the right to life, and the sun and music and art. You have nothing that the humblest worker has not a right to have also. The worker must have bread, but she must have roses, too. Help, you women of privilege, give her the ballot to fight with. »
« Ce que la femme qui travaille veut, c'est le droit de vivre, pas simplement d'exister - le droit à la vie comme la femme riche a le droit à la vie, et le soleil et la musique et l'art. Vous n'avez rien que le travailleur le plus humble n'a pas le droit d'avoir aussi. L'ouvrière doit avoir du pain, mais elle doit aussi avoir des roses. Aidez-la, femmes de privilège, donnez-lui le bulletin de vote pour se battre. »
Son expression "du Pain et des Roses", a été associée à une grève du textile de 1912 en grande partie d'immigrants, en majorité des ouvrières à Lawrence, dans le Massachusetts. Plus tard, il a été utilisé comme titre d'un poème et a été mis en musique par Mimi Fariña et chanté par divers artistes, parmi lesquels Judy Collins et John Denver.
En mars 2011, presque 100 ans jour pour jour après l'incendie de la Triangle Shirtwaist Factory, le gouverneur Républicain du Maine Paul LePage, qui a été inauguré en janvier de la même année, a fait enlever une peinture murale de 36 pieds de large avec des scènes de travailleurs du Maine sur le bâtiment du ministère du Travail à Augusta et l'a amené dans un endroit secret. La peinture murale comporte 11 panneaux et une photo de Rose Schneiderman, bien qu'elle n'ait jamais vécu ou travaillé dans le Maine. Selon Le New York Times, "LePage a également ordonné que les sept salles de conférence du département du travail soient renommées. L'un porte le nom de César Chávez, le leader des travailleurs agricoles, l'autre celui de Rose Schneiderman, une dirigeante de la New York Women's Trade Union League il y a un siècle, et l'autre celui de Frances Perkins, qui est devenue la première femme secrétaire du travail du pays et qui est enterrée dans le Maine".
Le 1er avril 2011, il a été révélé qu'un procès fédéral avait été intenté devant le tribunal de district américain pour " confirmer l'emplacement actuel de la peinture murale, s'assurer que l'œuvre d'art est adéquatement préservée et, en fin de compte, la restaurer dans le hall du Département du travail à Augusta ". Le 23 mars 2012, le juge de district américain John A. Woodcock a statué que le retrait de la peinture murale était une forme protégée de discours gouvernemental et que le retrait de LePage ne serait pas différent de son refus de lire à haute voix une histoire du travail dans le Maine. Un mois plus tard, les partisans de la peinture murale ont déposé un recours en appel auprès de la Cour d'appel des États-Unis pour le premier circuit de Boston. La cour a rejeté l'appel le 28 novembre 2012. Le 13 janvier 2013, il a été annoncé que la peinture murale avait été placée dans l'atrium du Maine State Museum (en) en vertu d'un accord entre le musée et le ministère du Travail, et qu'elle serait accessible au public le lendemain.

## Œuvre
- (en-US) Lucy Goldthwaite (dir.), All for one, New York, Paul S. Eriksson, 1967, 296 p. (OCLC 1137823, lire en ligne),